# Mittelmeerspiele 1983
Die Mittelmeerspiele 1983 (offiziell: IX. Mittelmeerspiele) fanden vom 3. bis 17. September 1983 in der marokkanischen Stadt Casablanca statt.

## Teilnehmende Nationen
Es nahmen 16 Nationen teil, die insgesamt 2192 Athleten (darunter 1845 Männer und 347 Frauen) entsandten. Die Anzahl der Teilnehmer ist in Klammern angegeben.
- Ägypten (189)
- Algerien (172)
- Zypern (6)
- Frankreich (233)
- Griechenland (198)
- Italien (274)
- Jugoslawien (211)
- Libanon (34)
- Libyen (63)
- Malta (31)
- Marokko (251)
- Monaco (8)
- Spanien (184)
- Syrien (49)
- Tunesien (99)
- Türkei (190)

## Sportarten und Wettbewerbe
Das Programm der neunten Mittelmeerspiele umfasste 20 Sportarten mit 162 Wettbewerben.
- Basketball
- Boxen
- Fechten
- Fußball
- Gewichtheben
- Golf (Demonstrationssportart)
- Handball
- Judo
- Leichtathletik
- Radsport
- Reitsport
- Ringen
- Rugby Union
- Schwimmen
- Segeln
- Tennis
- Turnen
- Volleyball
- Wasserball
- Wasserspringen

## Medaillenspiegel
| Platz  | Land         | Gold | Silber | Bronze | Gesamt |
| ------ | ------------ | ---- | ------ | ------ | ------ |
| 01     | Italien      | 53   | 43     | 46     | 142    |
| 02     | Frankreich   | 32   | 39     | 26     | 97     |
| 03     | Spanien      | 17   | 20     | 27     | 64     |
| 04     | Jugoslawien  | 16   | 18     | 19     | 53     |
| 05     | Türkei       | 12   | 5      | 14     | 31     |
| 06     | Griechenland | 11   | 10     | 13     | 34     |
| 07     | Marokko      | 8    | 5      | 7      | 20     |
| 08     | Algerien     | 4    | 3      | 7      | 14     |
| 09     | Tunesien     | 4    | 1      | 4      | 9      |
| 10     | Ägypten      | 1    | 9      | 12     | 22     |
| 11     | Libyen       | 1    | 2      | —      | 3      |
| 12     | Syrien       | —    | 3      | 2      | 5      |
| Gesamt | Gesamt       | 159  | 158    | 177    | 494    |

Die Golf-Demonstrationswettbewerbe sind nicht enthalten.